# Laura González Álvarez
Pour les articles homonymes, voir Laura González.
Laura González Álvarez, née le 9 juillet 1941 à Avilés, est une femme politique espagnole, qui a été députée de la Junte générale de la principauté des Asturies, membre du gouvernement de la principauté des Asturies et députée européenne.